# Gears Tactics
Gears Tactics est un jeu vidéo tactique au tour par tour développé par Splash Damage en collaboration avec The Coalition et édité par Xbox Game Studios. En tant que spin-off de la franchise Gears of War et préquel du premier jeu, Tactics est sorti pour Microsoft Windows le 28 avril 2020 et le 10 novembre 2020 sur Xbox One et Xbox Series.

## Système de jeu
Le jeu se joue dans une perspective descendante avec un système de tactique au tour par tour dans lequel les joueurs envoient des escouades de soldats humains pour éliminer les ennemis sur une carte et en fonction des missions, des objectifs secondaires complets. Contrairement à XCOM: Enemy Unknown, les joueurs peuvent explorer librement la carte sans être restreins à une grille. Chaque personnage peut effectuer trois actions, telles que se mettre à couvert, tirer sur des ennemis ou rester en veille pour tirer sur tout ennemi en mouvement dans sa ligne de vue. Lorsqu'une unité ennemie perd une partie de ses points de vie, l'unité alliée peut entrer et exécuter l'ennemi abattu, ce qui donne à toutes les unités un point d'action supplémentaire. Les joueurs peuvent également lancer des grenades pour détruire les trous d'émergence qui feraient apparaître plus d'ennemis de type Locust. Le jeu a cinq classes de personnages distinctes, chacune ayant ses propres capacités uniques. Les personnages peuvent être largement personnalisés avec des mods, des armures et ils peuvent acquérir de nouvelles compétences après avoir progressé. Un système de permadeath a été présenté dans le jeu. Hormis les deux personnages principaux, les autres unités alliées sont générées de façon procédurale et si elles sont tuées au combat, leur mort est définitive.
En plus de la campagne principale, les joueurs peuvent également accomplir différentes missions secondaires. Une fois que le joueur a terminé la campagne, le mode vétéran sera débloqué. Il permet aux joueurs de remixer les missions de campagne avec différents modificateurs tels que des dommages bonus et une pénalité de précision,. Le jeu, cependant, n'a pas de mode multijoueur.

## Trame
Le jeu est une préquelle des premiers Gears of War . L'histoire suit Gabe Diaz, le père de Kait Diaz (la protagoniste de Gears 5 ), qui se lance dans une mission secrète avec un autre soldat de la Coalition des Gouvernements Unis (CGU) Sid Redburn pour assassiner Ukkon, un scientifique Locuste impliqué dans l'élevage de monstres dangereux pour la horde Locuste.

## Développement
Le développement du jeu a été géré par Splash Damage avec The Coalition qui a fourni de l'aide. The Coalition voulait présenter la franchise à un public plus large et l'équipe de développement a identifié qu'il y avait beaucoup de similitudes entre la franchise, qui était une série de jeux de tir à la troisième personne en équipe avec un combat basé sur la couverture et une stratégie au tour par tour. Selon Alex Grimbley, producteur exécutif du jeu, "[l'équipe] vient de prendre les Gears existants et de déplacer la caméra". L'équipe a mis quatre ans et demi pour développer le jeu. Le jeu n'est pas lié à Gears of War: Tactics, un spin-off annulé développé par Epic Games.
L'équipe voulait que le jeu ait un rythme plus rapide par rapport à ses concurrents. Ainsi, l'équipe décide de donner à chaque unité trois points d'action au lieu de deux pour s'assurer que les joueurs peuvent effectuer diverses actions en un tour. L'équipe a également mis un grand accent sur le récit du jeu, et l'équipe visait à raconter une "histoire personnelle et émotionnelle" et a investi beaucoup de ressources dans la création des cinématiques du jeu et l'emploi de doubleurs. L'équipe a également consulté 343 Industries, qui a travaillé sur Halo Wars, un spin-off stratégique de la franchise Halo. Cependant, contrairement à Halo Wars, le jeu était considéré comme un titre premium PC au lieu d'un jeu de stratégie conçu pour les propriétaires de consoles.
L'éditeur Xbox Game Studios a annoncé le jeu à l'E3 2017, aux côtés de Gears 5 et Gears Pop!. Lors des Game Awards 2019, Microsoft a annoncé que le jeu sortirait pour Windows le 28 avril 2020, tandis que Rod Fergusson, le fondateur de The Coalition, a confirmé plus tard qu'une version Xbox One était en cours de développement. Les joueurs qui ont précommandé le jeu auraient accès au pack "Thrashball Cole", qui permet au joueur de jouer en tant que Augustus Cole. Le jeu a également été publié pour les abonnés Xbox Game Pass lors du lancement.